# Armée d’Angleterre

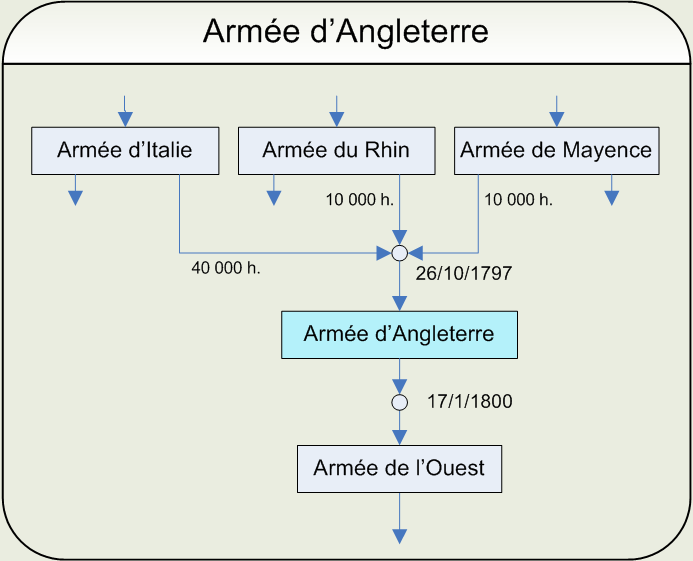
Entwicklung der Armée d’Angleterre

Die Armée d’Angleterre (Englandarmee) war ein Truppenverband des revolutionären Frankreich, ursprünglich aufgestellt, um eine Invasion der britischen Insel durchzuführen.

## Aufstellung und Änderungen
- Am 5 brumaire an VI (26. Oktober 1797) entschied das Directoire, eine neue Armee aufzustellen, deren Aufgabe die Invasion von Großbritannien sein sollte. Bis zum Ende des Monats Dezember konnte diese Aufstellung nicht abgeschlossen werden, es war bis dahin lediglich gelungen, 60.000 Mann zusammenzuziehen.

Dazu musste die:
Armée d’Italie (Italienarmee) 40.000 Mann,
Armée du Rhin (Rheinarmee) 10.000 Mann,
Armée de Mayence 10.000 Mann
abgeben.
Zum Oberkommandierenden (Général en chef) war Napoleon Bonaparte bestimmt worden. Bis zur Herstellung der vollständigen Kampfbereitschaft hatte Général Desaix per Interim das Kommando inne. Sitz des Armeestabes war Paris.
Sie bestand aus der:
13e division militaire
14e division militaire
15e division militaire
16e division militaire
24e division militaire
Disloziert war die Armee an der Atlantikküste zwischen Brest und Ostende und dort auf eine Strecke von 10 Lieues (ca. 100 Kilometer) verteilt.
Nachdem die Invasionspläne aufgegeben worden waren, wurden am 25. Dezember 1798 die Territorialdivisionen aus der Gegend abgezogen und dem Territorial-Generalkommando unterstellt.
Der Armeestab wurde von Rouen nach Rennes verlegt. Die Armee wurde in eine neue Aufgabe eingewiesen. Es galt jetzt, die Aufstände der Chouannerie und den Aufstand der Vendée in den westlichen Départements zu bekämpfen.
Aus diesem Grund erfolgte am 17. Januar 1800 die Umbenennung in „Armée de l'Ouest“ (Westarmee).

## Armeekommandanten
- 26. Oktober 1797 bis 12. April 1798, Général Bonaparte. Da die Aufstellung nie abgeschlossen werden konnte, verblieb das Armeehauptquartier in Paris.
- 26. Oktober 1797 bis 27. März 1798, provisorisch: Général Desaix
- 27. März bis 7. Oktober 1798, Général Kilmaine provisorisch bis zum Beginn der Ägyptischen Expedition (19. Mai) danach regulär.
- 19. Mai bis 7. Oktober 1798: Général Kilmaine, dieser residierte in Paris. Der Stab lag in Rouen.
- 8. Oktober bis 1. November 1798: Général Moulin, während der Abwesenheit von Général Kilmaine
- 2. November 1798 bis 2. Januar 1799: Général Kilmaine
- 2. Januar bis 22, Juni 1799, provisorisch: Général Moulin
- 23. Juni bis 19. Juli 1799, per intérim: Général Dembarrère
- 20. Juli bis 14. November 1799, provisorisch: Général Michaud
- 15. November 1799 bis 16. Januar 1800: Général Hédouville